# 香根活佛
參數所指定的目標頁面不存在，建議更正成存在頁面或直接建立下列一個頁面（建立前請先搜尋是否有合適的存在頁面可以取代）：
- 拉布香根活佛

香根活佛，全称火竹香根，清朝末年曾称火竹香根呼图克图，藏传佛教格鲁派活佛，驻锡长青春科尔寺（理塘寺）。

## 沿革
理塘寺是甘孜藏族自治州各藏传佛教寺院中活佛较多的一个。据《理化县志稿》称，理塘寺的转世活佛共有18个，其中以香根活佛最为知名。
该活佛系统源自阿汪洛绒益西丹比结存。他是理塘人，早年曾经成为十世达赖喇嘛转世灵童的候选人，但未能成为转世灵童，故后来回到家乡，成了理塘寺的活佛。1908年，十三世达赖喇嘛曾封理塘寺的阿汪洛绒益西丹比结存为“康南最高活佛”，这使阿汪洛绒益西丹比结存更加积极推行“亲藏远汉”的方针，即靠拢西藏噶厦，疏远清朝中央和地方政府。但该方针遭到失败。宣统三年四月九日（1911年），赵尔丰、傅华峰自巴塘抵达甘孜，在今甘孜青柯普底召开了民众大会，公开收缴了孔萨土司和麻书土司的印信号纸，革除了香根呼图克图名号，并且设立了类似县一级的甘孜委员。
二世香根活佛阿汪洛绒丁珍加措于1936年任理塘寺堪布后，改采“亲汉近藏”的方针，既向国民政府方面输诚，又对西藏噶厦示好，使理塘寺同时获得双方支持。他自己也左右逢源。
三世香根活佛巴登多吉生于1949年，是中华人民共和国成立后的首世香根活佛。他在佛教界影响很大，在中国佛教协会十分活跃，并且担任甘孜藏族自治州领导，还先后出任全国人大代表、全国政协委员。

## 历世香根活佛
以下列出历世香根活佛：
| 世数   | 生年   | 坐床年份 | 卒年   | 汉文姓名              | 藏文姓名 |
| ------ | ------ | -------- | ------ | --------------------- | -------- |
| 第一世 | 1838年 | ——       | ？     | 阿汪洛绒益西丹比结存  |          |
| 第二世 | 1909年 | 1918年   | 1949年 | 香根·阿汪洛绒丁珍加措 |          |
| 第三世 | 1949年 | ？       | 在世   | 香根·巴登多吉         |          |